# 119890 Zamka
119890 Zamka è un asteroide della fascia principale esterna. Scoperto nel 2002, presenta un'orbita caratterizzata da un semiasse maggiore pari a 2,880218 UA e da un'eccentricità di 0,080597, inclinata di 2,972505° rispetto all'eclittica.
Fa parte della famiglia di asteroidi Coronide.
È dedicato a George Zamka, astronauta americano.